# Казахстанско-латвийские отношения
Казахстанско-латвийские отношения — двусторонние дипломатические отношения между Казахстаном и Латвией, которые были установлены 10 декабря 1992 года. Посольство Латвии начало работать в Астане с 13 декабря 2004 года. С июля 2019 года Казахстан представлен посольством в Риге.
Сегодня страны сотрудничают в рамках Организации Объединённых Наций, Организации по безопасности и сотрудничеству в Европе, Всемирной торговой организации и других международных структур.

## История
В прошлом обе страны были республиками в составе Советского Союза. Казахстан признал независимость Латвии 23 декабря 1991 года, а Латвия признала независимость Казахстана 8 января 1992 года.
Первый президент Казахстана Нурсултан Назарбаев посещал Латвию с государственным визитом один раз — в 2006 году. За время президентства Назарбаева президенты Латвии посещали Казахстан 6 раз (4 раза с государственными и официальными визитами: 1994 год — Гунтис Улманис, 2004 год — Вайра Вике-Фрейберга, 2008 год — Валдис Затлерс, 2013 год — Андрис Берзиньш; 2 раза с рабочими визитами: 1-2 декабря 2010 года — Валдис Затлерс для участия в саммите ОБСЕ, 9-10 июля 2017 года — Раймондс Вейонис для участия на ЭКСПО 2017).
7-9 октября 2004 года состоялся государственный визит президента Латвии Вайры Вике-Фрейберги в Казахстан. Во время визита она провела встречу с президентом Казахстана Нурсултаном Назарбаевым. Был подписаны ряд двусторонних документов.
17-18 июля 2006 года состоялся государственный визит президента Казахстана Нурсултана Назарбаева в Латвию. Он провёл встречи с президентом Латвии Вайрой Вике-Фрейбергой, премьер-министром Латвии Айгарсом Калвитисом. В ходе переговоров была достигнута договорённость об изучении возможностей взаимовыгодного использования трубопровода на Вентспилсский свободный порт для экспорта казахстанского углеводородного сырья на европейские рынки. Президенты подписали совместное заявление, в котором Латвия выразила поддержку кандидатуры Казахстана на пост председателя ОБСЕ.

## Списки послов

### Список послов Казахстана в Латвии
Список Чрезвычайных и Полномочных Послов без учёта послов по совместительству и временных поверенных в делах:
1. Серик Примбетов (1 ноября 2019 — 23 октября 2023)
2. Даурен Карипов (с 23 октября 2023)

### Список послов Латвии в Казахстане
1. Ретс Плесумс (2005—2009)
2. Албертс Сарканис (2009—2010)
3. Юрис Маклаковс (2011—2015)
4. Юрийс Погребнякс (2015—2020)
5. Ирина Мангуле (2021 — н. в.)

## Сравнительные характеристики
|                   | Казахстан | Латвия                                              |
| ----------------- | --- | --------------------------------------------------- |
| Население         | 19 000 000 (08.2021)                                                                                               | 1 919 968 (2019)                                    |
| Территория        | 2 724 902 км² | 64 589 км²                                          |
| Столица           | Астана | Рига                                                |
| Крупнейшие города | Алматы, Астана, Шымкент, Актобе, Караганда, Тараз, Павлодар, Усть-Каменогорск, Семей                               | Рига, Даугавпилс, Лиепая, Елгава, Юрмала, Вентспилс |
| Форма правления   | Президентская республика                                                                                           | Парламентская республика                            |
| Официальные языки | Казахский (государственный) Русский (официальный в государственных организациях и органах местного самоуправления) | Латышский                                           |
| Валюта            | Тенге | Евро (с 2013), лат (1993—2013)                      |